# Сражение при Сантандере
Сражение при Сантандере (исп. Batalla de Santander) — наступательная операция войск националистов на северном фронте в августе 1937 года во время гражданской войны в Испании с целью захвата провинции и города Сантандер.

## Планы и силы сторон
После падения Бильбао 19 июня националисты решили продолжить наступление на севере и оккупировать Сантандер. Но наступление республиканской армии на Мадридском фронте при Брунете на месяц отсрочило операцию на севере. Брунетская операция закончилась в конце июля, и Франко, желая покончить с республиканцами на Севере, вернул на этот фронт части, которые он ранее перебросил под Мадрид. Наступление стало неминуемо. Силы националистов и итальянцев насчитывали 65 тысяч солдат и офицеров, 126 орудий, 60-70 танков и бронемашин, более 200 самолётов, организованных в 8 испанских бригад в 3 итальянские дивизии под общим командованием генерала Фиделя Давилы.
Месяц без боёв позволил республиканским властям Сантандера формально поставить под ружьё для борьбы с националистами около 90 тысяч человек. Но вооруженные силы были недисциплинированным ополчением-милисианос, наполовину состоявшим из басков, порядком деморализованных крушением Железного пояса и падением Бильбао. У республиканцев также оставалось около 30 танков и более 40 самолётов.
Линия фронта располагалась на горном хребте Кантабрии, самые высокие вершины которого находились в руках правительства, что имело позиционные преимущества. Единственным уязвимым местом был Рейносский выступ, расположенный южнее горного хребта, который составлял правительственный форпост на Кастильском плато. У командования республиканцев возник спор — защищать ли Рейносский выступ? С одной стороны, он был уязвим из-за конфигурации линии фронта, с другой — нужен, поскольку там находился важный военный завод. Выступ можно было использовать для нанесения контрудара. Командовавший республиканцами генерал Мариано Гамир Улибарри, несмотря на противодействие многих офицеров, решил не сдавать город, стянув туда лучшие войска Северного фронта.

## Ход операции
Франкисты решили двумя сходящимися ударами срезать Рейносский выступ. 14 августа войска националистов, после бомбардировки правительственных позиций артиллерией и авиацией, повели наступление на город Рейноса. Первой целью были оружейный завод возле города и железнодорожный узел Матапоркера. В первый день наступления наваррские бригады прорвали республиканскую южную линию фронта, одновременно итальянский корпус прорвал фронт в Сончильо, продвигаясь в сторону перевала Эль-Эскудо и Ария. 16 августа наваррской бригаде удалось сломить сопротивление баскской дивизии в Портильо-де-Суано и захватить военный завод, неповрежденный из-за отказа рабочих разрушить его, и с наступлением темноты она вошла в Рейносу. В мешке у Рейносы осталось шесть тысяч республиканских солдат.
17 августа итальянской дивизии «23 марта» удалось захватить перевала Эль-Эскудо, таким образом окружив и заставив сдаться 22 батальона республиканцев, и встретиться с остальной армией в городе Сан-Мигель-де-Агуайо. Уничтожение этой группировки с её значительным количеством сил, стало серьёзным моральным ударом для остальной армии республиканцев. Отсюда наступление продолжается в двух направлениях: с одной стороны, с юга на север, через четыре долины, открывающие путь от гор к Кантабрийскому морю, к городу Торрелавега, что позволяло перерезать путь отступления республиканцев в Астурию. С другой стороны, итальянские войска стали наступать вдоль побережья на запад и достигли рек Асон и Агуэра.
С 18 августа республиканский фронт стал рассыпаться. Потрепанные батальоны начали сдаваться врагу (нередко — в полном составе) или без сопротивления отступали на север, к морю. Генерал Улибарри приказал всеобщую эвакуацию в Астурию, которая все ещё оставалась верной республике. 24 декабря националисты захватывают Торрелавегу, а в 18:00 занимают переправу у Барреда, и сухопутное сообщение с Астурией прерывается. Широко распространяется бегство политических и военных командиров Республики.
25 августа президент Страны Басков Хосе Антонио Агирре эвакуируется самолётом из Сантандера в направлении Биаррица (Франция), а генерал Улибарри с частью своего Генерального штаба, советский военный советник Горев и некоторые политики на борту подводной лодки направляются в Хихон. Оставшиеся военные вступили в контакт с командованием итальянского корпуса и договорились сдать Сантандер без боя в обмен на жизнь, свободу и право на свободный выезд за рубеж его бывших защитников и жителей. Генерал Бастико согласился, и в 8 часов утра 26 августа 1937 года солдаты из 4-й наварской бригады и итальянской дивизии Литторио продвигаются к столице и входят в неё около полудня, восторженно приветствуемые своими сторонниками. В Сантандере националисты берут в плен 17000 человек.

## Результаты
Франко узнал об особых условиях сдачи Сантандера лишь 28 августа и тут же потребовал от итальянцев их аннулировать. Бастико был возмущен, однако Муссолини решил не ссориться с каудильо и предпочел согласиться с его требованиями. Бастико был заменен новым командующим генералом Берти. Иностранные суда, взявшие на борт беженцев-республиканцев, стали задерживаться в портах, их пассажиры арестовывались и передавались националистическим трибуналам, которые многих тут же приговаривали к расстрелу.
Франкисты, продолжавшие наступление, к 17 сентября заняли всю территорию Кантабрии. Ни в одном другом месте гражданской войны националисты не добивались столь значительных военных успехов. Количество пленных, доставшихся мятежникам, было наибольшим за весь период войны: почти 60 000 человек. Добычей франкистов стали важный порт, неразрушенные экономические объекты и до 40 000 единиц стрелкового оружия.